# Rhizedra vectis
Rhizedra vectis är en fjärilsart som beskrevs av Curtis 1833. Rhizedra vectis ingår i släktet Rhizedra och familjen nattflyn. Inga underarter finns listade.